# 64 Draconis
64 Draconis, som är stjärnans Flamsteed-beteckning, är en ensam stjärna i den sydvästra delen av stjärnbilden Draken. Den har även Bayer-beteckningen e Draconis. Den har en genomsnittlig skenbar magnitud på ca 5,31 och är svagt synlig för blotta ögat där ljusföroreningar ej förekommer. Baserat på parallaxmätning inom Hipparcosuppdraget på ca 7,2 mas, beräknas den befinna sig på ett avstånd på ca 452 ljusår (ca 139 parsek) från solen. Den rör sig närmare solen med en heliocentrisk radialhastighet på ca -36 km/s.

## Egenskaper
64 Draconis är en röd till orange jättestjärna av spektralklass M1 III och befinner sig för närvarande på den asymptotiska jättegrenen. Den har en radie som är ca 65 gånger större än solens och utsänder ca 926 gånger mera energi än solen från dess fotosfär vid en effektiv temperatur på ca 3 950 K.
64 Draconis är en misstänkt variabel som varierar mellan skenbar magnitud +5,29 och 5,33 med en genomsnittlig periodicitet av 0,026 dygn.